# Jaume Casajoana i Roca
Jaume Casajoana i Roca (Sant Fruitós de Bages, 1930 – Barcelona, 2001) fou un advocat i polític català. Ha estat professor de Dret Polític de la Universitat de Barcelona i director adjunt de la Gran Enciclopèdia Catalana.
El 1950 va entrar a formar part de l'organització Cristians Catalans (CC), dirigida per Jordi Pujol era secretari. Del 1956 al 1959 fou membre del secretariat internacional de la Joventut Obrera Cristiana (JOC) a Brussel·les. Actiu militant antifranquista, participà en l'Afer Galinsoga i en el llançament de octavetes sobre la platea del Gran Teatre del Liceu, al final d'un acte de l'òpera Fidelio. Fou detingut el 19 de maig de 1960 arran dels Fets del Palau. Més tard va participar en el CIRP (Centre d'Informació, Recerca i Promoció) i el 1974 va participar en l'acte fundacional de Convergència Democràtica de Catalunya, de la qual fou membre del seu primer comitè executiu.
De 1982 a 1984 encapçalà la Direcció General de Règim Jurídic de Ràdio i Televisió, encarregada de posar en marxa l'ens de la televisió i ràdio públiques catalanes. Posteriorment, es va dedicar a l'advocacia. El 2000 va rebre la Creu de Sant Jordi.

## Fons personal
El seu fons personal es conserva a l'Arxiu Nacional de Catalunya. El fons documental aplega la documentació generada i rebuda per Jaume Casajoana i Roca, com a resultat principalment de la seva activitat política, en especial al si de Convergència Democràtica de Catalunya (CDC) durant els anys 1977-1981. Inclou documentació mèdica, bancària i fiscal pròpia, així com de la seva muller i fills. El fons aplega només una petita mostra de documentació relativa a la seva activitat com a advocat, així com correspondència personal i política rebuda. Més important és el volum d'escrits de caràcter polític, en especial dedicats a la figura del president Jordi Pujol i a la història de Convergència Democràtica de Catalunya. La part més rellevant del fons correspon a documentació relativa a la seva activitat política en la clandestinitat i, a partir de la seva legalització, al si de CDC, que inclou el reflex de la seva participació en els òrgans de govern, a l'organització territorial del partit i als congressos nacionals. Així mateix, el fons inclou documentació del seu període de servei al Govern com a Director General del Règim Jurídic de Ràdio i Televisió de la Generalitat de Catalunya. Com a recursos d'informació, el fons conserva dossiers temàtics, materials de la clandestinitat i l'exili, escrits aliens, documentació d'entitats catalanistes i religioses, publicacions de partits polítics i de la Generalitat de Catalunya i retalls de premsa nacional, estatal i internacional sobre qüestions d'interès polític. El fons permet, doncs, una certa aproximació als primers anys d'activitat política de Convergència Democràtica de Catalunya i a la creació de la televisió i la ràdio públiques catalanes.